# Diestrammena palliceps
Diestrammena palliceps är en insektsart som först beskrevs av Walker, F. 1869.  Diestrammena palliceps ingår i släktet Diestrammena och familjen grottvårtbitare. Inga underarter finns listade i Catalogue of Life.